# 迈克·兰茨曼
迈克·兰茨曼（德語：Maik Landsmann，1967年10月25日—），德国男子自行车运动员。他曾代表东德参加1988年夏季奥林匹克运动会自行车比赛，获得公路自行车男子团体计时赛金牌。